# Hermann Leo
Hermann Leo (* 21. März 1839 in Säckingen; † 15. November 1903 in Renchen) war ein deutscher Priester.

## Leben
Leo studierte von 1858 bis 1862 Theologie in Freiburg im Breisgau und wurde 1862 zum Priester geweiht. 1865 wurde er Pfarrer in Lenzkirch, zuletzt auch Dekan des Landkapitels Stühlingen. Von 1880 bis 1894 war er Dompräbendar in Freiburg, dann bis zu seinem Tod Stadtpfarrer in Renchen. Von 1889 bis 1894 leitete er das Katholische Kirchenblatt, für das er auch literarisch tätig war. Er ist außerdem der Verfasser einer Lebensgeschichte des hl. Fridolin von Säckingen (1886), die heute noch referenziert wird.

## Werke
- Der heilige Fridolin. Freiburg im Breisgau; München u. a.; Herder; 1886; XI, 284 S.